# Tethionea bidentata
Tethionea bidentata là một loài bọ cánh cứng trong họ Cerambycidae.